# 演劇女子部「ファラオの墓」
演劇女子部「ファラオの墓」（えんげきじょしぶ ファラオのはか）は、竹宮惠子の1974年 - 1976年の作品『ファラオの墓 』（小学館刊）を原作とし、モーニング娘。'17が演じる舞台作品である。
また、本項では便宜上、原作に新たな解釈を加えたモーニング娘。'18が演じる舞台作品の演劇女子部「ファラオの墓〜蛇王・スネフェル〜」（-へびおう スネフェル、以下スネフェル）についても述べる。

## 概要
舞台は古代エジプト。強国ウルジナに滅ぼされた小国エステーリアの王子・サリオキスと王女・ナイルキアは落ち延び、サリオキスは「ファラオの墓」を作る奴隷、ナイルキアは神官の養女となっていた。サリオキスはウルジナ城でアンケスエン妃と、ナイルキアは森でウルジナの若き暴君スネフェルと出会いそれぞれお互いの名も身分も知らないまま惹かれあう。

奴隷村から逃げ延びたサリオキスは周辺の小国を引きいる伝説の戦士「砂漠の鷹」となり、ウルジナに攻め入る。ナイルキアが戦乱の非情な運命を受けるなか、サリオキスとスネフェルは最後の戦いを迎える。。
無印では主役キャストが2パターン「太陽の神殿編」「砂漠の月編」で演じられる。
出演者は全員女性であり、男役も女優が演じる。戦乱シーンでは殺陣に挑戦する。無印でナイルキアを演じる野中美希はハープの生演奏をする。

## 日程・会場（無印）
- 2017年6月2日(金) - 6月11日(日) 16公演（「太陽の神殿編」「砂漠の月編」各8公演）
- サンシャイン劇場

会場では2017年5月25日増刷の原作『ファラオの墓』文庫版（中央公論社刊）全4巻（1巻6刷, 2巻6刷, 3巻5刷、4巻5刷）が販売された。

## 日程・会場（スネフェル）
- 2018年6月1日(金) - 6月10日(日) 16公演
- サンシャイン劇場
- 2018年6月15日(金) - 6月17日(日) 4公演
- 大阪メルパルクホール

前回の舞台に出演していた尾形春水は同年6月20日を以ってモーニング娘。'18、およびハロー!プロジェクトを卒業、芸能界を引退のため、同舞台には不参加となった。また、今後の一連の演劇女子部の舞台演劇作品は一貫してBEYOOOOONDSを主演とした舞台演劇作品に収斂されたため、モーニング娘。による舞台演劇作品としても今作を以って最後となった。

## キャスト（無印）
| 役名                   | 太陽の神殿編                                       | 砂漠の月編                                         | 役柄                                         |
| ---------------------- | -------------------------------------------------- | -------------------------------------------------- | -------------------------------------------- |
| サリオキス             | 工藤遥（モーニング娘。'17）                        | 小田さくら（モーニング娘。'17）                    | エステーリアの王子、「砂漠の鷹」になる       |
| スネフェル             | 石田亜佑美（同上）                                 | 工藤遥（同上）                                     | ウルジナの若き暴君、「蛇王」と恐れられる     |
| ナイルキア             | 野中美希（同上）                                   | 野中美希（同上）                                   | エステーリアの王女、メネプ神官の養女となる   |
| アンケスエン           | 譜久村聖（同上）                                   | 譜久村聖（同上）                                   | スネフェルの許嫁でケス大臣の娘               |
| ユタ                   | 佐藤優樹（同上）                                   | 佐藤優樹（同上）                                   | 元エステーリア王妃の侍女、サリオキスを助ける |
| イザイ                 | 加賀楓（同上）                                     | 加賀楓（同上）                                     | ムーラ族の奴隷頭                             |
| サライ                 | 小田さくら（同上）                                 | 石田亜佑美（同上）                                 | 奴隷村で働くムーラ族                         |
| アリ                   | 牧野真莉愛（同上）                                 | 牧野真莉愛（同上）                                 | 奴隷村で働くエステーリアの少年               |
| パビ                   | 横山玲奈（同上）                                   | 横山玲奈（同上）                                   | イザイの養女、サリオキスに恋する             |
| ネルラ                 | 飯窪春菜（同上）                                   | 飯窪春菜（同上）                                   | アンケスエン妃の侍女                         |
| ルー                   | 羽賀朱音（同上）                                   | 羽賀朱音（同上）                                   | スネフェルの小姓                             |
| マリタ                 | 生田衣梨奈（同上）                                 | 生田衣梨奈（同上）                                 | ケス大臣に雇われる間者                       |
| ジク                   | 尾形春水（同上）                                   | 尾形春水（同上）                                   | ウルジナの家臣                               |
| メネプ神官             | 汐月しゅう                                         | 汐月しゅう                                         | 穏健派でケス大臣と対立する                   |
| ケス大臣               | 扇けい                                             | 扇けい                                             | ウルジナの実権を握ろうと策する               |
| ウルジナ兵オドレ他     | 石井杏奈（演劇女子部、現・森本栞菜）               | 石井杏奈（演劇女子部、現・森本栞菜）               |                                              |
| ウルジナ兵ガルバ他     | 小野田暖優（演劇女子部）                           | 小野田暖優（演劇女子部）                           |                                              |
| ウルジナ兵オルディア他 | 一岡伶奈（現・BEYOOOOONDS/CHICA#TETSU）            | 一岡伶奈（現・BEYOOOOONDS/CHICA#TETSU）            |                                              |
| ウルジナ兵スピルネス他 | 高瀬くるみ（現・BEYOOOOONDS/雨ノ森 川海）          | 高瀬くるみ（現・BEYOOOOONDS/雨ノ森 川海）          |                                              |
| ウルジナ兵カムディ他   | 清野桃々姫（現・BEYOOOOONDS/雨ノ森 川海）          | 清野桃々姫（現・BEYOOOOONDS/雨ノ森 川海）          |                                              |
| ウルジナ兵ライキ他     | 川村文乃（当時・ハロプロ研修生、現・アンジュルム） | 川村文乃（当時・ハロプロ研修生、現・アンジュルム） |                                              |

## キャスト（スネフェル）
| 役名           | キャスト | 役柄                   |
| -------------- | --- | ---------------------- |
| スネフェル     | 石田亜佑美（モーニング娘。'18） | ウルジナ国の国王       |
| サリオキス     | 加賀楓（同上） | エステーリア国の国王   |
| ナイルキア     | 小田さくら（同上） | サリオキスの妹         |
| アンケスエン   | 牧野真莉愛（同上） | ウルジナ国の女王       |
| トキ           | 譜久村聖（同上） | エステーリア国王の侍女 |
| イザイ         | 野中美希（同上） | ムーラ族のリーダー     |
| アリ           | 森戸知沙希（モーニング娘。'18 / カントリー・ガールズ） | トキの息子             |
| パビ           | 羽賀朱音（モーニング娘。'18） | ムーラ族の少女         |
| ネルラ         | 飯窪春菜（同上） | アンケスエンの侍女     |
| ルー           | 横山玲奈（同上） | スネフェルの小姓       |
| マリタ         | 生田衣梨奈（同上） | ケス宰相の部下         |
| ジク           | 佐藤優樹（同上） | ケス宰相の部下         |
| サライ         | 北林明日香 | イザイの部下           |
| メネプ神官     | 清水佐紀 | ウルジナ国の神官       |
| ケス宰相       | 扇けい | ウルジナ国の宰相       |
| メリエト皇太后 | 汐月しゅう | スネフェルの母         |
| アンサンブル   | 北林明日香 石井杏奈（当時・演劇女子部、現・森本栞菜） 小野田暖優（同上） 堀江葵月（ハロプロ研修生） 前田こころ（当時・ハロプロ研修生、現・BEYOOOOONDS/雨ノ森 川海） 野口胡桃（ハロプロ研修生） |                        |

## スタッフ（無印・スネフェル共通）
| 原作                   | 竹宮惠子                     |
| 脚本                   | 清水有生                     |
| 演出                   | 太田善也                     |
| 音楽                   | 和田俊輔                     |
| 振付                   | YOSHIKO                      |
| 殺陣                   | 六本木康弘                   |
| 歌唱指導               | 新良エツ子                   |
| ハープ指導（無印のみ） | 月間加奈                     |
| 衣装                   | 鈴木真育                     |
| ヘアメイク             | 氏家恵子                     |
| ヘアメイク             | 斉藤広晴                     |
| ヘアメイク             | 今野真樹                     |
| ヘアメイク             | 渡邉栄子                     |
| ヘアメイク             | 宮田あきよ（吉野事務所）     |
| 宣伝美術・写真         | 古田亘（ゴーグル）           |
| プロデューサー         | 丹羽多聞アンドリウ（BS-TBS） |
| 主催・企画・制作       | BS-TBS / オデッセー          |

## オリジナルサウンドトラック

### 無印
アップフロントワークス(UP-FRONT WORKSレーベル)から2017年7月12日に発売されたアルバムである。
2017年6月2日に会場先行発売された。

### 収録曲
全作詞：清水有生 / 太田善也、全作曲・編曲：和田俊輔、歌：演劇女子部(モーニング娘。'17)
1. いつか会えるその日まで – 1:14（月 - サリオキス：小田さくら）
2. 砂漠の鷹 – 2:05（月 - サライ：石田亜佑美）
3. 愛さえあれば – 1:59（太陽 - サリオキス：工藤遥）
4. 永遠の愛 – 2:10（太陽 - スネフェル：石田亜佑美）
5. ファラオの墓 – 2:18

### クレジット
- 開博史 - ミキシングエンジニア
- 新良エツ子 - レコーディングディレクション
- ネネネユナイテッド - スペシャルサンクス

### スネフェル
アップフロントワークス(UP-FRONT WORKSレーベル)から2018年7月11日に発売されたアルバムである。
2018年6月1日に会場先行発売された。

### 収録曲
全作詞：清水有生 / 太田善也、全作曲・編曲：和田俊輔、歌：演劇女子部(モーニング娘。'18)
1. 宿命 – 2:35（スネフェル：石田亜佑美・アンケスエン：牧野真莉愛）
2. 砂漠の鷹 「ファラオの墓～蛇王・スネフェル～」Ver.– 2:07（トキ：譜久村聖・イザイ：野中美希・パビ：羽賀朱音・アリ：森戸知沙希）
3. 永遠の愛 「ファラオの墓～蛇王・スネフェル～」Ver.– 2:11（スネフェル：石田亜佑美・ナイルキア：小田さくら）
4. ファラオの墓「ファラオの墓～蛇王・スネフェル～」Ver.– 2:18

### クレジット
- 開博史 - ミキシングエンジニア
- 新良エツ子 - レコーディングディレクション
- ネネネユナイテッド - スペシャルサンクス

## DVD

### 無印
2DVD+CDの3枚組で、アップフロントワークス（zetimaレーベル）から2017年10月4日に発売した。
DVDは太陽の神殿編(約122分）、砂漠の月編（約132分）の２枚組。オリジナルサウンドトラックには2017年7月12日発売のアルバムに収録されていない21曲を含む26曲が収録される。各編の楽曲は共通のため、ダブルキャストのスネフェル、サリオキス、サライが歌唱する楽曲は一方の編のものが収録される。
クレジットは2017年発売のアルバムと同じ。

### 収録曲
作詞：清水有生 / 太田善也（M1-11、M13-M26)、竹宮惠子1(M12) 全作曲・編曲：和田俊輔、歌：演劇女子部(モーニング娘。'17)
1. いつか会えるその日まで – 1:14（月 - サリオキス：小田さくら）
2. ファラオの墓 – 2:19
3. ヨーホー - 0:55
4. スネフェル - 1:47（月 - スネフェル：工藤遥）
5. アンケスエン - 0:39
6. ネルラの告白 - 1:18（月 - サリオキス：小田さくら）
7. 惹かれあう二人 - 1:55（月 - サリオキス：小田さくら）
8. 私はナイル - 1:06
9. 生きていた! - 1:33
10. 生きていかかなくてはならない - 2:13（月 - スネフェル：工藤遥）
11. 砂漠の鷹 – 2:06（月 - サライ：石田亜佑美）
12. 恋の歌 - 1:48（太陽 - スネフェル：石田亜佑美）
13. 戦いの歌 - 2:37（月 - スネフェル：工藤遥）
14. ケスの野望 - 1:02
15. サリオキスの苦悩 -  1:39（太陽 - サリオキス：工藤遥）
16. ジクの嘘 - 1:21（月 - スネフェル：工藤遥）
17. 疑惑 - 1:06（太陽 - スネフェル：石田亜佑美）
18. 愛さえあれば – 1:59（太陽 - サリオキス：工藤遥）
19. それが掟 -0:57
20. 永遠の愛 – 2:11（太陽 - スネフェル：石田亜佑美）
21. メネブの悲しみ - 1:26
22. アンケスエンの手紙 - 1:07
23. イザイの復讐 - 0:49
24. 最後の戦い - 0:33（太陽 - サリオキス：工藤遥、スネフェル：石田亜佑美）
25. 教えてくれた - 1:35
26. ナイルキアの遺言 - 2:31

### スネフェル
DVD+CDの2枚組で、アップフロントワークス（zetimaレーベル）から2018年9月19日に発売した。
スネフェルの本編映像を収録したDVDに加え、オリジナルサウンドトラックには2018年7月11日発売のアルバムに収録されていない16曲を含む20曲が収録される。クレジットは2018年発売のアルバムと同じ。

### 収録曲
作詞：清水有生 / 太田善也（M2-9、M11-M20)、竹宮惠子(M10) 全作曲・編曲：和田俊輔、歌：演劇女子部(モーニング娘。'18)
1. 語り – 1:07
2. 宿命 – 2:52
3. 素敵な王様に - 2:24
4. ネルラの告白 - 0:54
5. 懐かしき夢 - 2:54
6. 生きていた! - 2:00
7. どうして･･････ - 1:25
8. 生きていかなくてはならない - 2:16
9. 砂漠の鷹 - 2:07
10. 恋の歌 - 1:26
11. 砂漠の鷹の進撃 - 1:19
12. ケスの野望 – 1:02
13. メリエトの定め - 4:05
14. ジクの報告 - 1:52
15. 国王の御聖断 - 1:02
16. 永遠の愛 - 2:11
17. ナイルの願い – 1:57
18. 幸せとは他愛のないもの - 2:03
19. 最後の願い – 2:10
20. ファラオの墓 - 2:19